# Liste der Kulturgüter in Lohn-Ammannsegg
Die Liste der Kulturgüter in Lohn-Ammannsegg enthält alle Objekte in der Gemeinde Lohn-Ammannsegg im Kanton Solothurn, die gemäss der Haager Konvention zum Schutz von Kulturgut bei bewaffneten Konflikten, dem Bundesgesetz vom 20. Juni 2014 über den Schutz der Kulturgüter bei bewaffneten Konflikten sowie der Verordnung vom 29. Oktober 2014 über den Schutz der Kulturgüter bei bewaffneten Konflikten unter Schutz stehen.
Objekte der Kategorie A sind im Gemeindegebiet nicht ausgewiesen, Objekte der Kategorie B sind vollständig in der Liste enthalten, Objekte der Kategorie C fehlen zurzeit (Stand: 1. Januar 2023).

## Kulturgüter
| Foto |                                                                           | Objekt                                         | Kat. | Typ | Standort                           | Beschreibung |
| ---- | ------------------------------------------------------------------------- | ---------------------------------------------- | ---- | --- | ---------------------------------- | ------------ |
| ja   | Datei hochladen · Wikidata zu Landsitz Buchhof (Q29880930)                | Landsitz Buchhof KGS-Nr.: 04491                | B    | G   | Buchhof 1 606591 / 225822          |              |
| ja   | Datei hochladen · Wikidata zu Alte Schmitte (Q29880925)                   | Alte Schmitte KGS-Nr.: 11174                   | B    | G   | Alte Schmitte 2 606477 / 224207    |              |
| ja   | Datei hochladen · Wikidata zu Gasthaus Sternen (Q29880926)                | Gasthaus Sternen KGS-Nr.: 11175                | B    | G   | Schulhausstrasse 2 606526 / 224251 |              |
| ja   | Datei hochladen · Wikidata zu Wohnstock mit Annexbau (Q29880931)          | Wohnstock mit Annexbau KGS-Nr.: 11176          | B    | G   | Stöcklistrasse 4 606590 / 224340   |              |
| ja   | Datei hochladen · Wikidata zu Kapelle der Unschuldigen Kinder (Q29880928) | Kapelle der Unschuldigen Kinder KGS-Nr.: 11177 | B    | G   | Kapellenstrasse 3 606431 / 224307  |              |